# Liste des phares au Québec

Carte de la province de Québec.

Liste des phares de la province de Québec : cette province canadienne compte plus de 80 phares encore en activité. Les aides à la navigation au Canada sont entretenues par le Pêches et Océans Canada.
Un certain nombre de phares historiques ont été soigneusement restaurés. Il n'y a pas d'association provinciale de préservation, mais la Corporation des gestionnaires des phares de l'estuaire et du golfe Saint-Laurent travaille à la promotion et à la préservation des phares de l'est du Québec.
En 2008, le Parlement a adopté la Loi sur la protection des phares patrimoniaux (Heritage Lighthouse Protection Act (en) afin de désigner et de protéger les phares historiques.
Certains sont des phares patrimoniaux (avec *).

## Côte-Nord
- Phare du haut-fond Prince
- Phare du Cap-de-Bon-Désir

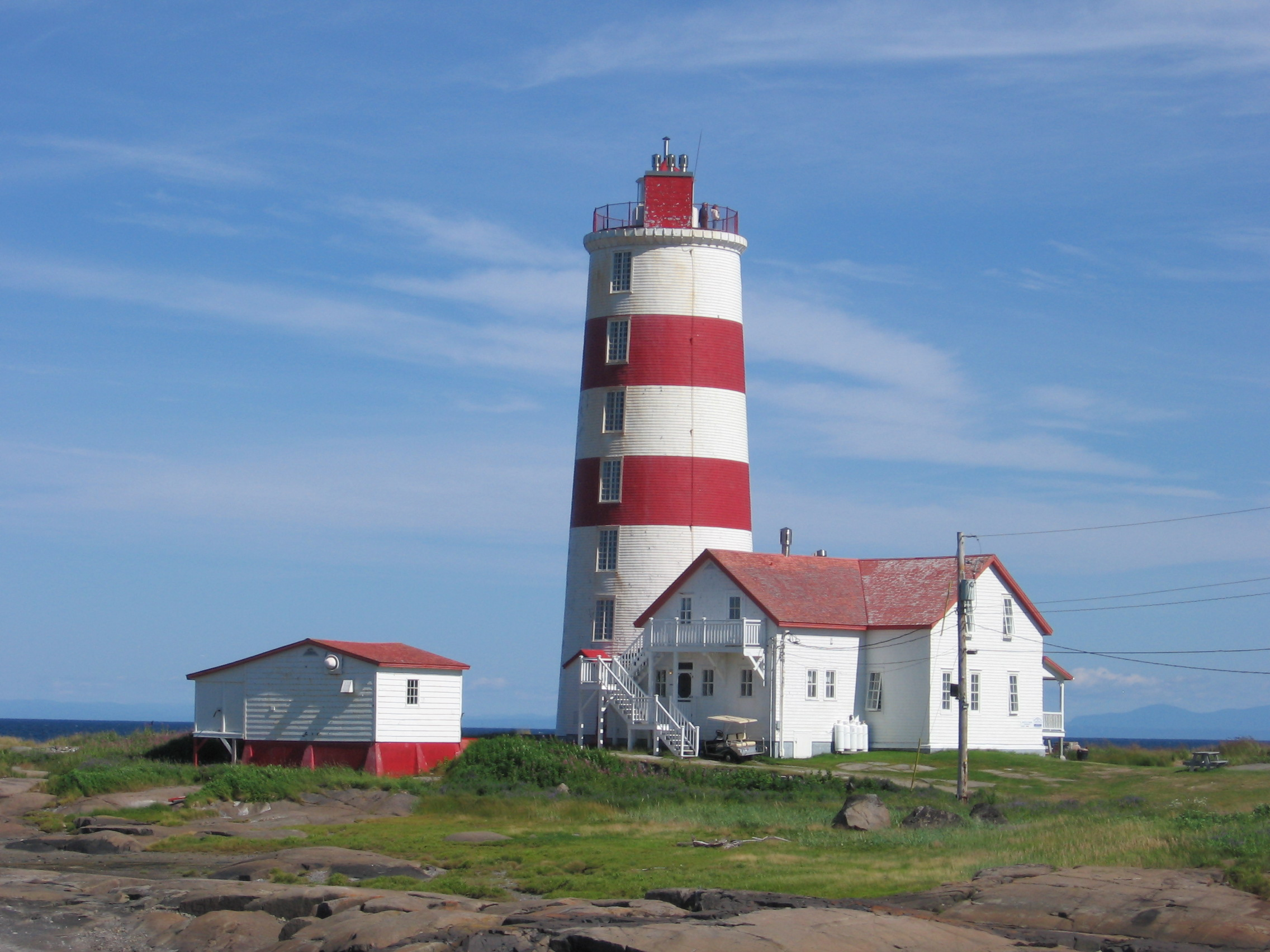
Pointe-aux-Monts.

- Phare de Pointe-des-Monts (Inactif)
- Phare de l'Île aux Œufs
- Phare de l'île du Grand-Caouis
- Phare de l'île du Corossol
- Phare de l'Île-aux-Perroquets *
- Phare de la Petite île au Marteau

### Île d'Anticosti
- Phare du Cap-de-Rabast
- Phare de la Pointe Carleton
- Phare du Cap-de-la-Table
- Phare de l'Escarpement Bagot
- Phare de la Pointe-Sud-Ouest
- Feux d'alignement de Baie-Ellis

## Capitale-Nationale
- Phare du Cap de la Tête au Chien *
- Phare de Cap-au-Saumon *
- Phare de la Pointe de la Prairie

## Bas-Saint-Laurent
- Phare de l'Île-du-Pot-à-l'Eau-de-Vie *
- Phare de l'Île Verte *
- Phare de l'île Bicquette
- Phare de Pointe-au-Père

- Phare de Cabano

## Gaspésie-Îles-de-la-Madeleine
- Phare de la Pointe-Mitis *
- Phare de Matane
- Phare de Cap-Chat
- Phare de La Martre
- Phare du Cap-de-la-Madeleine *
- Phare de Pointe-à-la-Renommée
- Phare de Cap-des-Rosiers
- Phare de Cap Gaspé
- Phare du Cap-Blanc
- Phare du Cap d'Espoir
- Phare de Port Daniel
- Phare de la Pointe Bonaventure
- Phare de la Pointe Duthie

### Îles de la Madeleine
- Phare du Cap-aux-Meules
- Phare de l'Île-d'Entrée
- Phare de l'Anse-à-la-Cabane
- Phare de l'Île-Brion
- Phare du Rocher-aux-Oiseaux
- Phare du Cap-Alright *

## Chaudière-Appalaches
- Phare du Pilier-de-Pierre *

## Montérégie
- Phare de Soulanges

## Agglomération de Montréal

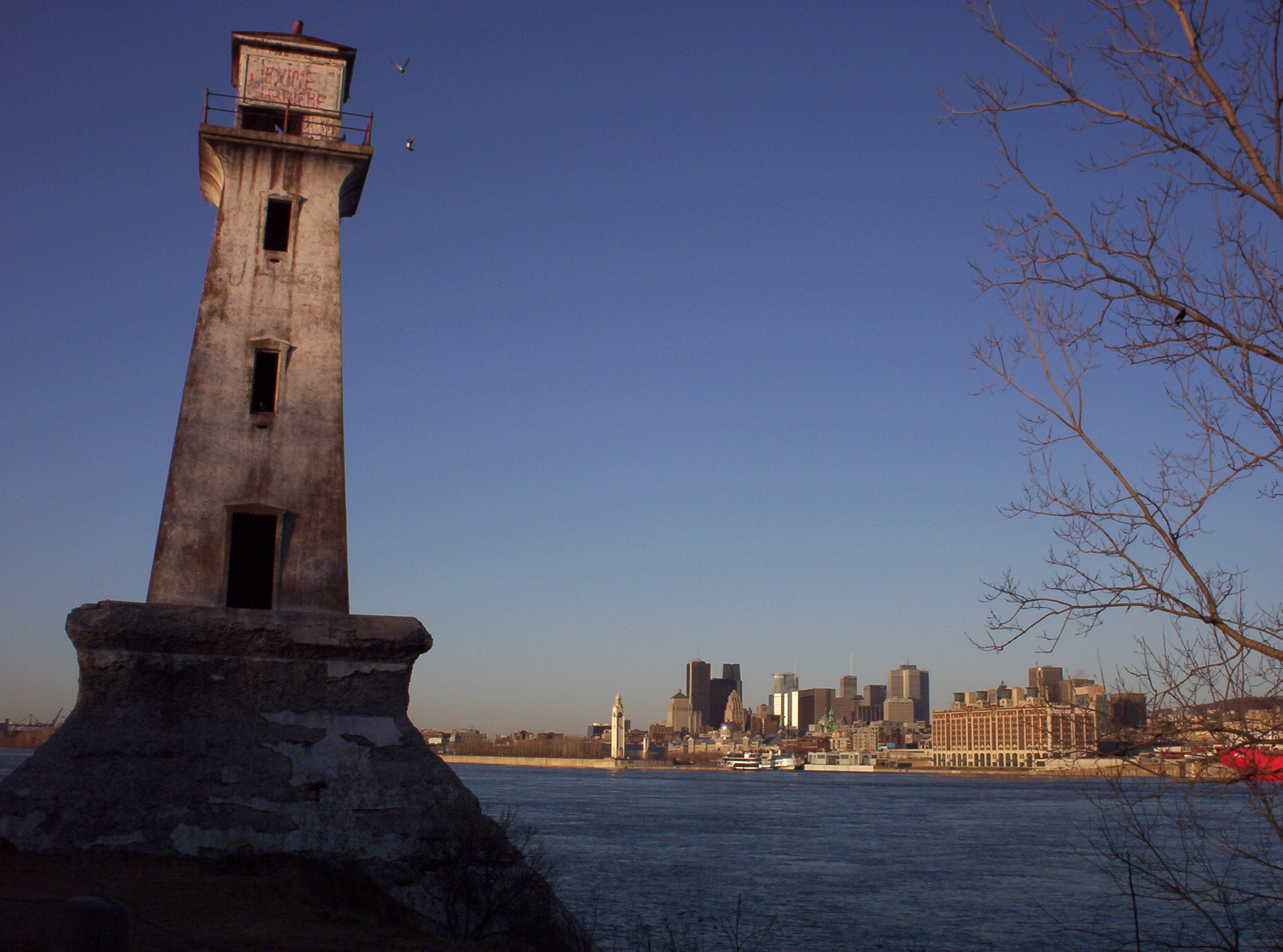
Île Sainte-Hélène

- Phare de l'île Sainte-Hélène
- Phare de Lachine (Front Range)
- Phare de Lachine (Rear Range)